# Romulus-Marius Damian
Romulus-Marius Damian (n. 5 martie 1968, Rusca, România) este un deputat român, ales în 2020 din partea PSD. 